# 10763 Hlawka
10763 Hlawka è un asteroide della fascia principale. Scoperto nel 1990, presenta un'orbita caratterizzata da un semiasse maggiore pari a 3,0447429 UA e da un'eccentricità di 0,1070670, inclinata di 10,81111° rispetto all'eclittica.